# 庄内町議会
庄内町議会（しょうないまちぎかい）は、山形県東田川郡庄内町の地方議会である。

## 概要
- 定数：14人
- 任期：4年（議会解散が実施されれば任期満了前であっても議員任期は終了する）
- 前回選挙：2022年（令和4年）6月19日投開票[1]

- 選挙区：町全体を1選挙区とする大選挙区制（単記非移譲式）
- 所在地：山形県東田川郡庄内町余目字町132-1
- 主な役割：審議、議決、一般質問、同意、市政のチェック、請願や陳情の審査、意見書の提出、調査研究、行政行事出席等

### 委員会
- 議会運営委員会

　　※視察調査費として、委員1人当り年間6万を超えない額を実費支給。

#### 常任委員会
- 総務文教厚生常任委員会
- 産業建設常任委員会

　　※視察調査費として、委員1人当り1期4年間50万円を超えない額を実費支給。（毎年12万5千円）
- 議会広報常任委員会

　　※視察調査費として、委員1人当り年間6万を超えない額を実費支給。

#### 特別委員会
- 予算特別委員会
- 決算特別委員会
- 総合計画基本構想・基本計画審査特別委員会
- 総合計画基本計画審査特別委員会
- 議員定数等調査特別委員会
- 議員なり手不足解消調査特別委員会
- 議員なり手不足解消調査特別委員会調査報告書具現化検討特別委員会

### 定例会
- 3月、6月、9月、12月

### 事務局
- 議会事務局

## 党派
- 無所属13人
- 日本共産党1人

（2024年6月10日現在）

## 議員報酬等
| 役職   | 報酬            | 政務活動費 |
| ------ | --------------- | ---------- |
| 議長   | 月額 31万7000円 | 無し       |
| 副議長 | 月額 26万4000円 | 無し       |
| 議員   | 月額 24万0000円 | 無し       |

- 別途、年2回期末手当あり
- 議員年金は2011年（平成23年）6月1日で廃止されている